# طوم كوبيرن
طوم كوبيرن هو طبيب توليد ‏ وطبيب وسياسي أمريكي، ولد في 14 مارس 1948 في كاسبر في الولايات المتحدة، وتوفي في 28 مارس 2020 في تلسا في الولايات المتحدة بسبب سرطان البروستاتا. نشط حزبياً في الحزب الجمهوري.

## مناصب
- انتخب عضو مجلس الشيوخ الأمريكي [الإنجليزية]‏ عن دائرة Oklahoma Class 3 senate seat ‏ وقد انضم خلال فترته النيابية (3 يناير 2013 – 3 يناير 2015) للكتلة البرلمانية الحزب الجمهوري.
- انتخب عضو مجلس الشيوخ الأمريكي [الإنجليزية]‏ عن دائرة Oklahoma Class 3 senate seat ‏ وقد انضم خلال فترته النيابية [الإنجليزية]‏ (3 يناير 2011 – 3 يناير 2013) للكتلة البرلمانية الحزب الجمهوري.
- انتخب عضو مجلس الشيوخ الأمريكي [الإنجليزية]‏ عن دائرة Oklahoma Class 3 senate seat ‏ وقد انضم خلال فترته النيابية [الإنجليزية]‏ (3 يناير 2009 – 3 يناير 2011) للكتلة البرلمانية الحزب الجمهوري.
- انتخب عضو مجلس الشيوخ الأمريكي [الإنجليزية]‏ عن دائرة Oklahoma Class 3 senate seat ‏ وقد انضم خلال فترته النيابية [الإنجليزية]‏ (3 يناير 2007 – 3 يناير 2009) للكتلة البرلمانية الحزب الجمهوري.
- انتخب عضو مجلس الشيوخ الأمريكي [الإنجليزية]‏ عن دائرة Oklahoma Class 3 senate seat ‏ وقد انضم خلال فترته النيابية [الإنجليزية]‏ (3 يناير 2005 – 3 يناير 2007) للكتلة البرلمانية الحزب الجمهوري.
- في انتخابات مجلس النواب الأمريكي 1994 [الإنجليزية]‏، انتخب عضو مجلس النواب الأمريكي عن دائرة Oklahoma's 2nd congressional district [الإنجليزية]‏ وقد انضم خلال فترته النيابية [الإنجليزية]‏ (4 يناير 1995 – 3 يناير 1997) للكتلة البرلمانية الحزب الجمهوري.
- في انتخابات مجلس النواب الأمريكي 1996 [الإنجليزية]‏، انتخب عضو مجلس النواب الأمريكي عن دائرة Oklahoma's 2nd congressional district [الإنجليزية]‏ وقد انضم خلال فترته النيابية [الإنجليزية]‏ (7 يناير 1997 – 3 يناير 1999) للكتلة البرلمانية الحزب الجمهوري.
- في انتخابات مجلس النواب الأمريكي 1998 [الإنجليزية]‏، انتخب عضو مجلس النواب الأمريكي عن دائرة Oklahoma's 2nd congressional district [الإنجليزية]‏ وقد انضم خلال فترته النيابية (6 يناير 1999 – 3 يناير 2001) للكتلة البرلمانية الحزب الجمهوري.
- انتخب عضو مجلس النواب الأمريكي (1995 – 2001).
- انتخب عضو مجلس الشيوخ الأمريكي [الإنجليزية]‏ عن دائرة أوكلاهوما (3 يناير 2005 – 3 يناير 2015).